# Station Lauenbrück
Station Lauenbrück (Bahnhof Lauenbrück) is een spoorwegstation in de Duitse plaats Lauenbrück, in de deelstaat Nedersaksen. Het station ligt aan de spoorlijn Wanne-Eickel - Hamburg. Op het station stoppen alleen treinen van metronom. Het station telt drie perronsporen, waarvan twee aan een eilandperron.

## Treinverbindingen
De volgende treinserie doet station Lauenbrück aan:
| Serie | Treinsoort              | Route | Bijzonderheden |
| ----- | ----------------------- | --- | -------------- |
| RB 41 | Regionalbahn (metronom) | Hamburg Hbf – Hamburg-Harburg – Buchholz (Nordheide) – Tostedt – Lauenbrück – Rotenburg (Wümme) – Bremen Hbf |                |